# Jodi No.1
Jodi No.1 est un film indien de Bollywood réalisé par David Dhawan sorti le 13 avril 2001.
Le film met en vedette Sanjay Dutt, Govinda, Twinkle Khanna et Sonali Bendre. Le long métrage fut un succès notable aux box-office.

## Box-office
- Box-office Inde: 610 240 000 Roupies.
- Budget: 100 000 000 Roupies indiennes.

Box-office india qualifie le film de Hit.